# 中畑正志
中畑正志（なかはた まさし、1957年8月12日 - ）は、日本の西洋哲学研究者。

## 経歴
1957年、長野県上田市生まれ。長野県上田高等学校を経て、1976年、京都大学文学部哲学科に入学、藤澤令夫らに学ぶ。卒業後は同大学大学院に進み、1986年に同大学院文学研究科博士後期課程を学修指導認定を受けて退学。
1998年に東京都立大学人文学部助手に就任。2001年、九州大学文学部助教授に就任。2005年、京都大学文学研究科助教授に就任、後に教授昇進。2005年に学位論文『魂・心・世界 心的基礎概念の歴史的考察』を京都大学に提出して博士（文学）号を取得。2023年3月に京都大学を定年退官した。

## 受賞・栄典
- 2012年：『魂の変容』で和辻哲郎文化賞を受賞。

## 著作

### 著書
- 『魂の変容 心的基礎概念の歴史的構成』岩波書店 2011
- 『はじめてのプラトン ― 批判と変革の哲学』講談社現代新書 2021
- 『アリストテレスの哲学』岩波新書 2023

### 共編
- 『プラトン的探究』森俊洋共編 九州大学出版会 1993
- 『イリソスのほとり 藤澤令夫先生献呈論文集』内山勝利共編 世界思想社 2005

### 翻訳
- アリストテレス『魂について』京都大学学術出版会 西洋古典叢書 2001
- アルビノス他『プラトン哲学入門』 京都大学学術出版会 西洋古典叢書 2008
  - 鎌田雅年、久保徹、國方栄二、脇條靖弘、木下昌巳、村上正治 共訳
- 『アリストテレス全集』岩波書店 全20巻 2013-。内山勝利・神崎繁と編集委員
  - 「1 カテゴリー論」、「総説：歴史のなかのアリストテレス」
  - 「7 魂について」
  - 「14 形而上学」（未刊、翻訳中[6]）
  - 「20 アリストテレス用語集」

## 論文
- Cinii